# Kunzang Choden
Kunzang Choden (em butanês: ཀུན་བཟང་ཆོས་སྒྲོན།) é uma escritora butanesa, sendo a primeira mulher no país a publicar um romance em inglês.
Choden nasceu em 1952 em Bumthang, no centro de Butão. Com a idade de nove anos, seu pai a enviou para Darjeeling, na Índia, porque não havia escolas suficientes no Butão. Foi lá que aprendeu inglês. Posteriormente estudou Psicologia na Universidade de Nova Délhi e depois se mudou para os Estados Unidos, onde estudou Sociologia na Universidade de Nebraska-Lincoln.
Em 1988, a escritora retornou ao Butão, estabeleceu-se em Thimphu, onde trabalhou por vários anos no Programa das Nações Unidas para o Desenvolvimento (PNUD) e publicou artigos e livros para denunciar o status das mulheres e deixar um registro escrito de tradições orais. Por um tempo, trabalhou como professora.
O Círculo do Karma, publicado em 2005, é seu primeiro romance publicado em inglês. Conta a história de Tsomo, que após a morte de sua mãe empreende uma viagem para lugares distantes, através do Butão e para a Índia, evoluindo para uma grande jornada de vida. Enquanto ela enfrenta o mundo sozinha, Tsomo lentamente começa a encontrar-se, crescendo como pessoa e como mulher. O texto dessa obra é enriquecida com descrições detalhadas da vida no Butão.
O seu último livro, Contos em Cores, publicado em 2009, narra histórias de mulheres na área rural de Butão. Cada um dos contos traz uma temática de caráter universal, mas os acontecimentos são temperados pelas realidades culturais particulares de Butão. São abordados temas como alcoolismo, traição, doença, enquanto também é explorado o papel da mulher e das tradições, e o conflito entre o moderno e o antigo. 
Kunzang Choden atualmente mora em Thimphu com seu marido suíço, onde ela continua suas pesquisas sobre as tradições orais de Butão.
Nenhum dos livros da escritora foi ainda traduzido para a língua portuguesa.

## Livros publicados
- Folktales of Bhutan (1994) ISBN 974-8495-96-5
- Bhutanese Tales of the Yeti (1997) ISBN 1-879155-83-4
- Dawa: The Story of a Stray Dog in Bhutan (2004) ISBN 99936-644-0-5
- The Circle of Karma (2005) ISBN 81-86706-79-8
- Chilli and Cheese- Food and Society in Bhutan (2008) ISBN 978-974-480-118-0
- Tales in Colour and other stories (2009) ISBN 978-81-89884-62-8